# Chiesa di San Giovanni a Mare

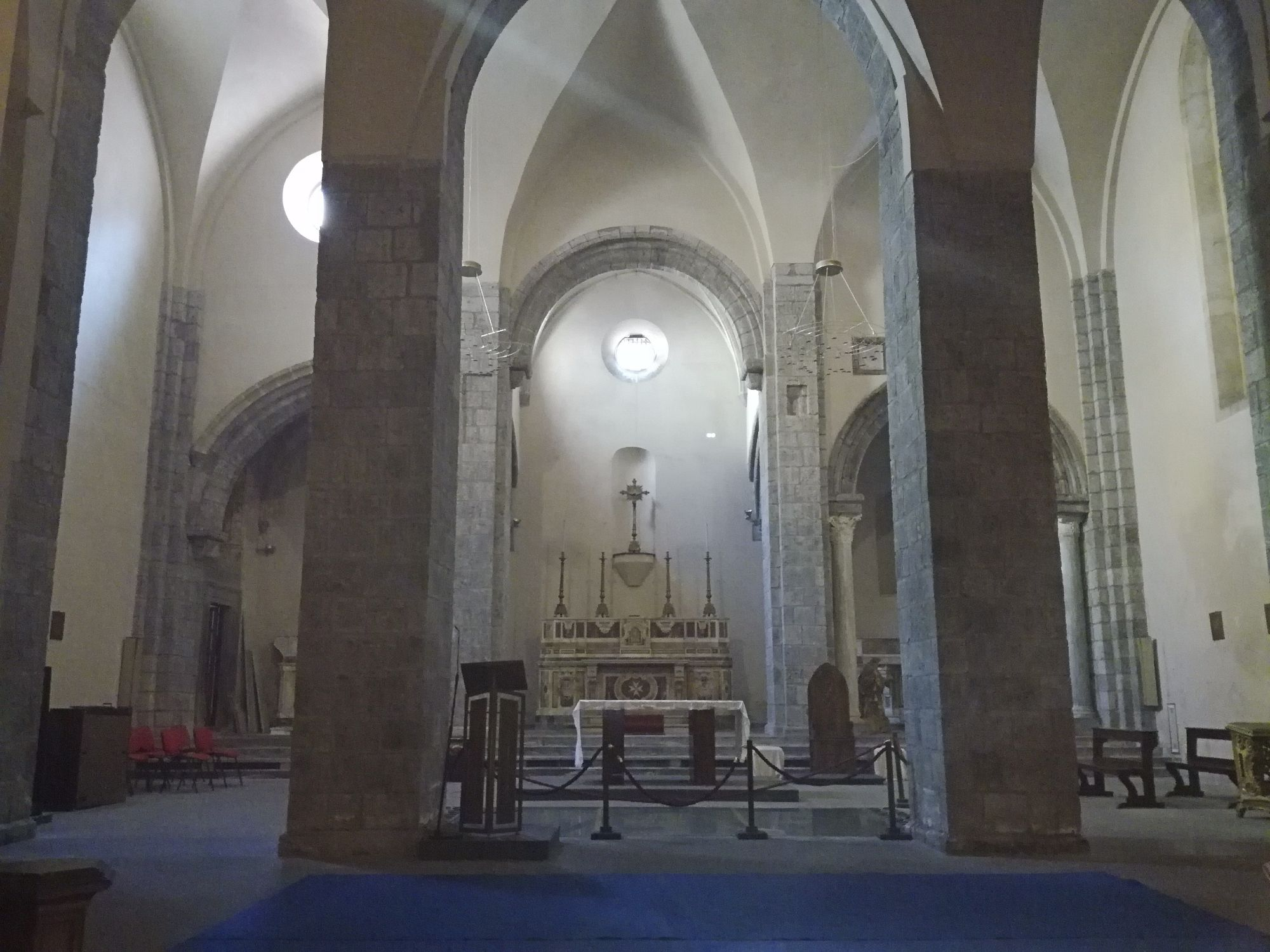
Vista sull'altare

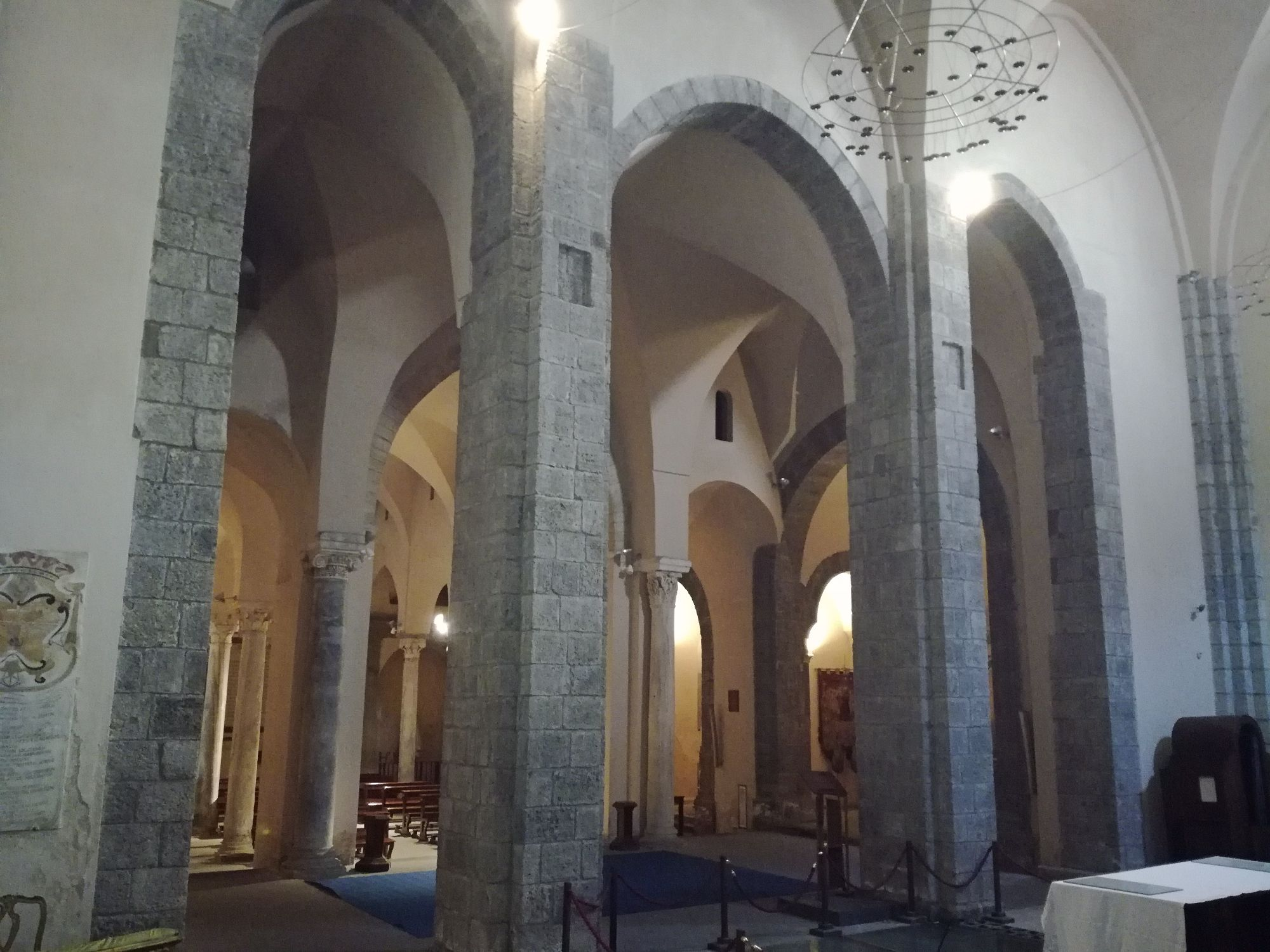
Le tre navate viste dal presbiterio

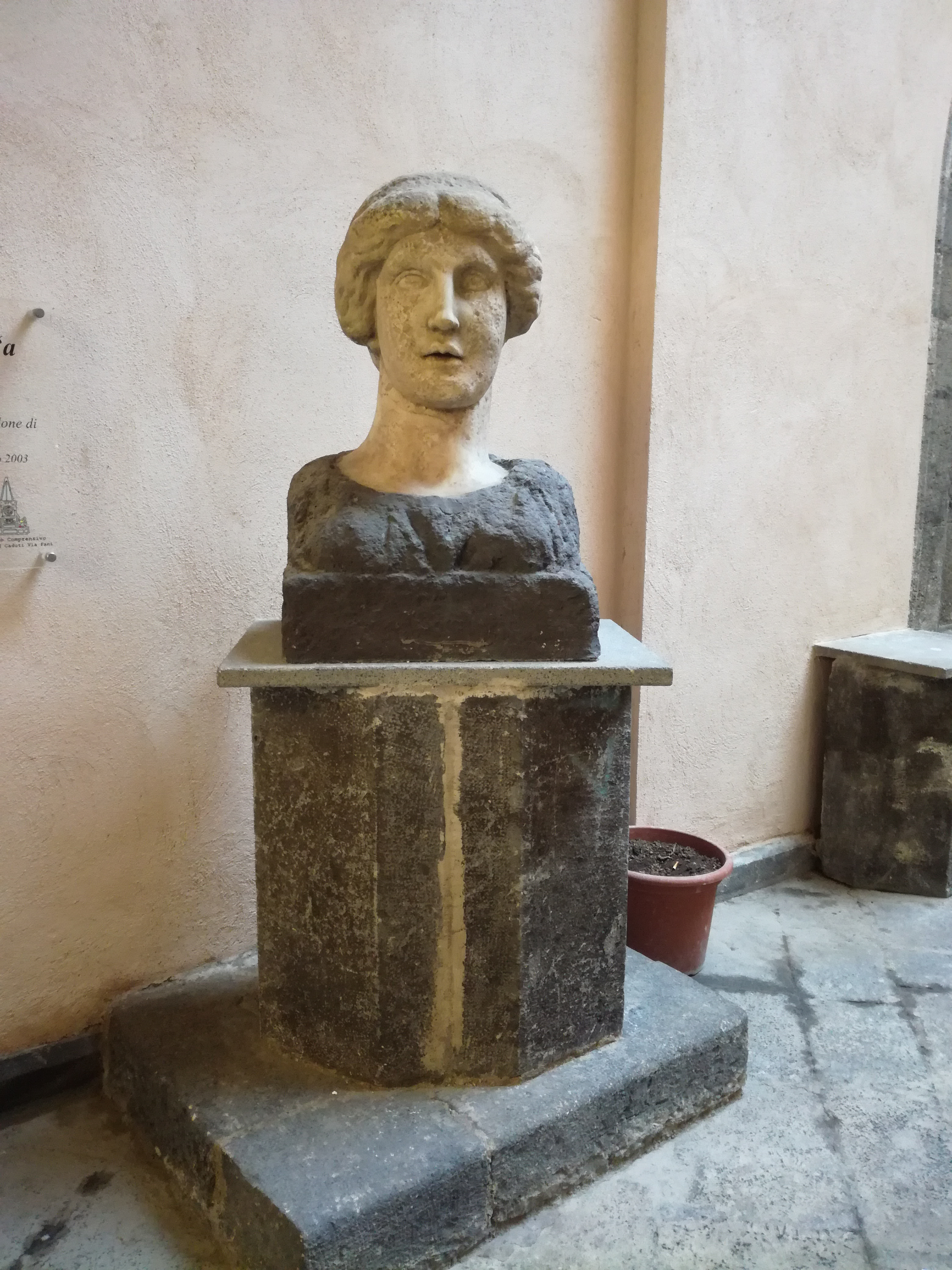
La "testa di Napoli"

La chiesa di San Giovanni a Mare è una delle chiese monumentali di Napoli; si erge vicino alla zona portuale. Non lontano da essa è la chiesa di Sant'Eligio Maggiore di cui questo luogo di culto è chiesa sussidaria.

## Storia
Venne eretta dai Benedettini. Il tempio rappresenta una notevole testimonianza dell'architettura medievale napoletana e riassume parte dell'evoluzione della stessa città. Esso costituisce la più significativa opera romanica presente a Napoli, risalendo alla metà del XII secolo.
Nel Medioevo la chiesa era annessa ad un ospedale dell'Ordine dei Gerosolimitani, presente già su alcuni documenti del 1186 e del 1231, e del quale non rimane più nulla (visti i pesanti bombardamenti della seconda guerra mondiale che colpirono quella zona).
La struttura ospedaliera continuò le proprie attività fino al XIX secolo; allorquando con l'editto Napoleonico, venne chiuso, e i beni passarono al Demanio dello Stato. Nel 1828 la chiesa venne affidata alla Diocesi di Napoli.
Storicamente, la chiesa costituì, nell'Ordine di Malta, la commenda o baliaggio dipendente dal Priorato di Capua; nell'ospedale venivano accuditi e curati i feriti che giungevano a Napoli.
Nel XVII secolo, il tempio fu a lungo al centro di manifestazioni religiose al limite del profano, ma le acque si calmarono quando la chiesa venne soppressa.
L'antico luogo di culto è stato abbandonato per decenni e solo negli ultimi anni, dopo lunghi interventi di restauro, è stato riportato all'antico splendore.
I primi quattro intercolunni sono costituiti su colonne di spoglio, come accadeva nelle strutture benedettine di vari centri campani, quali Amalfi o Salerno.
Tracce arabe e bizantine sono costituite dalle colonne parzialmente immesse nell'abside, ma anche dalle cupole a volta a crociera estraddossate, nonché dagli archi acuti di scuola amalfitana. Il primitivo impianto della chiesa, ovvero quello prettamente romanico, è riscontrabile nella zona centrale dell'edificio: tre navate scandite da archi impostati su colonne di spoglio (il tutto secondo i modelli cassinesi). Sempre nel duecento fu aggiunto un transetto con cappelle a fondo piano, prettamente cistercensi.
Gli archi che sovrastano le cappelle risalgono, invece, ad un periodo più tardo (XIV-XV secolo). L'altare maggiore è incorniciato da un arco catalano. Inoltre sui muri si trovano scritte, stemmi e testimonianze di varie epoche.
Nelle cappelle ci sono notevoli altari barocchi e rinascimentali.

### Donna Marianna: la testa di Napoli
Nell'atrio d'ingresso vi si trova una copia dell'antichissimo busto di Donna Marianna (l'opera originale è oggi presente nel Palazzo San Giacomo). Denominato la "testa di Napoli", un tempo era locato nelle vicinanze di piazza del Mercato: esso è stato molto importante per molti popolani, in quanto ritenuto oggetto sacro e simbolo stesso del complesso destino storico della città.
La scultura, ai primordi, faceva parte di una ben più grande opera di epoca greca, raffigurante la mitologica sirena Partenope (primo nome, al tempo stesso, della città di Napoli). Molte volte fu danneggiata dagli stessi popolani, come durante la Repubblica Partenopea del 1647. Un altro serio pericolo lo corse durante la Repubblica del 1799: proprio in questo periodo venne identificata come "Marianna", simbolo della repubblica francese.